# Чирюртська ГЕС 1
Чирюртівська ГЕС 1 — гідроелектростанція у Дагестані. Знаходячись між Міатлінською ГЕС (вище по течії) та Чирюртівською ГЕС 2 (9 МВт), входить до складу каскаду на річці Сулак (басейн Каспійського моря).
В межах проекту річку перекрили насипною греблею висотою 37 метрів та довжиною 430 метрів. Вона утворила витягнуте по долині Сулаку на 10 км водосховище з площею поверхні 3 км2 та об'ємом 6 млн м3 (корисний об'єм 4,6 млн м3), в якому припустиме коливання рівня у операційному режимі між позначками 94 та 95,7 метра НРМ (під час повені — до 96 метрів НРМ). 
Гребля суміщена зі спорудами Гельбахської ГЕС, котра скидає відпрацьовану воду назад до Сулаку. При цьому ліворуч від греблі бере початок підвідний канал Чирюртівської ГЕС 1, який тягнеться на 3,5 км та переходить у два напірні водоводи довжиною по 0,13 км з діаметром 5,4 метра.
Основне обладнання станції становлять дві турбіни типу Каплан потужністю по 36 МВт. Вони працюють при напорі у 43 метра та забезпечують виробництво 386 млн кВт-год електроенергії на рік.
Відпрацьована вода потрапляє у відвідний канал довжиною 0,73 км, який прямує на Чирюртівську ГЕС 2 (також у ньому облаштований резервний скид до Сулаку).
Видача продукції відбувається по ЛЕП, розрахованій на роботу під напругою 110 кВ.
Із підвідного каналу станції бере початок іригаційний Хасавюртівський магістральний канал.